# リチャード・ニュースタット

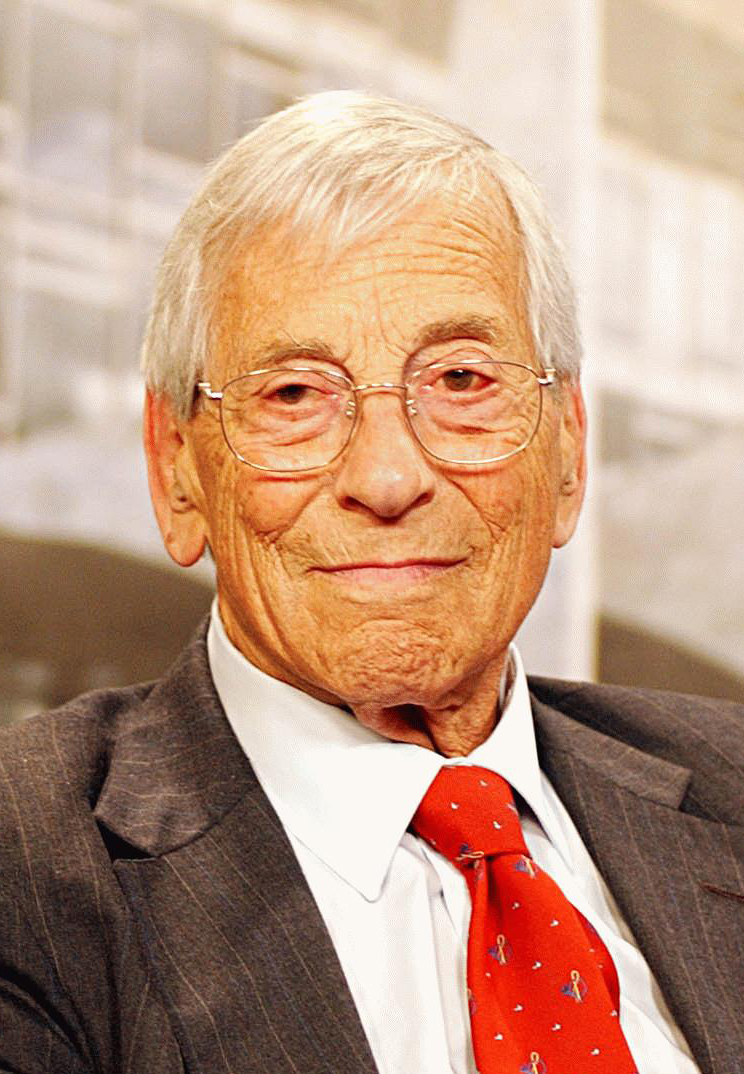
リチャード・ニュースタット

リチャード・ニュースタット（Richard Elliott Neustadt、1919年6月26日 - 2003年10月31日）は、アメリカ合衆国の政治学者。専門はアメリカ政治。
フィラデルフィア生まれ。カリフォルニア大学バークレー校卒業後、ハーバード大学で修士号および博士号取得。コーネル大学、コロンビア大学、ハーバード大学教授を歴任。
またハリー・S・トルーマン政権、ジョン・F・ケネディ政権、リンドン・ジョンソン政権の顧問として政策決定に関わった。

## 著書

### 単著
- Presidential Power: the Politics of Leadership, (Wiley, 1960).
- Alliance Politics, (Columbia University Press, 1970).
- Report to JFK: the Skybolt Crisis in Perspective, (Cornell University Press, 1999).

### 共著
- The epidemic that never was: Policy-making and the swine flu scare, with Harvey V. Fineberg, Vintage Books, 1983.

『豚インフルエンザ事件と政策決断――1976起きなかった大流行（パンデミック）』ハーヴェイ・Ｖ・ファインバーグ共著、西村秀一訳、時事通信社、2009年
改題『ワクチン いかに決断するか――1976年米国リスク管理の教訓』藤原書店、2021年
- Thinking in Time: the Uses of History for Decision-makers, with Ernest R. May, (Free Press, 1986).

臼井久和・滝田賢治・斎藤元秀・阿部松盛訳『ハーバード流歴史活用法――政策決定の成功と失敗』（三嶺書房, 1996年）